# محمدحسن زرگر اصفهانی
محمدحسن زرگر اصفهانی (؟ - ۱۸۵۴م) شاعر غزل‌سرای ایرانی در سدهٔ نوزدهم میلادی/سیزدهم هجری بود.

## زندگی
محمدحسن اصفهانی در سالی نامعلوم در اصفهان زاده شد. زرگری بود در بازار اصفهان که در فراغت به غزل‌سرایی می‌پرداخت و آوازه گرفت. او را پیروی سبک سعدی دانسته‌اند و اکثر غزلیات خود را با استقبال از سروده‌های سعدی آغاز نموده‌است.

زرگر اصفهانی در طول شعرگویی، بیش از ۶۰ غزل نسرود، اما به شهرت رسید. او را «مردی بسیار خوش‌صحبت و گشاده‌روی» توصیف نموده‌اند که شاعران اصفهان به همنشینی او رغبت داشتند. در متن تصحیح شده دیوان زرگر اصفهانی که توسط سید محسن مهرابی با مقایسه پنج نسخه خطی انجام گرفته است، صد و دوازده غزل درج گردیده با این توضیح که مصحح در مقدمه تأکید کرده است که تعدادی از این غزلها فقط در یک نسخه خطی ثبت شده اند و احتمالاً الحاقی می باشند. 
محمدحسین زرگر اصفهانی در سال ۱۲۷۰ق در زادگاهش درگذشت؛ ماده‌تاریخ آن از نظمی تبریزی:

| به عصر خویش در شهر صفاهان |  | ز خیل نکته‌سنجان بود زرگر    |
| به میدان فصاحت، گوی سبقت  |  | ز ابنای زمان بربود زرگر     |
| دریغا، باچنان شیرین‌زبانی  |  | بجز چندین غزل نسرود زرگر    |
| به تقدیر قضای آسمانی      |  | جهان را گفت چون بدرورد زرگر |
| یکی گفت از پی سال وفاتش:  |  | به راه عاقبت پیمود زرگر     |